# Tomo-chan wa Onnanoko!
Tomo-chan wa Onnanoko! (トモちゃんは女の子！?  lit. ¡Tomo-chan es una chica!), también conocida como Tomo-chan is a Girl!, es una serie de manga yonkoma japonesa escrita e ilustrada por Fumita Yanagida. Se serializó en la cuenta de Twitter de Twi4 en el sitio web de Saizensen desde abril de 2015 hasta julio de 2019 y se recopiló en ocho volúmenes tankōbon. Una adaptación al anime de Lay-duce se estrenó el 5 de enero de 2023.

## Argumento
Tomo y Jun han sido mejores amigos desde que eran niños pequeños, pero ahora que asisten al instituto, Tomo quiere que sean pareja. Como Jun solo la ve como amiga, Tomo está decidida a demostrarle que ella también es una mujer.

## Personajes
Tomo Aizawa (相沢 智 Aizawa Tomo?)
 Seiyū: Rie Takahashi, Lexi Nieto (Inglés), Marysol Lobo (español latino)
La protagonista de la historia. Ella está enamorada de su amigo de la infancia, Junichirou Kubota, pero él permanece ajeno a sus sentimientos, ya que la trata como un chico.
Junichirou Kubota (久保田 淳一郎 Kubota Jun'ichirō?)
 Seiyū: Kaito Ishikawa, Ricco Fajardo (Inglés), Fabián Rétiz (español latino)
El protagonista masculino. Tomo Aizawa está enamorada de él, pero inicialmente no parece darse cuenta de sus sentimientos. Había salido con Misuzu durante 3 días en la secundaria, pero rompieron porque no eran compatibles. Más adelante, comenzó a desarrollar sentimientos por Tomo y finalmente comienza a salir con ella al final de la historia después de derrotar a su padre Gorou Aizawa en una pelea de karate.
Misuzu Gundou (群堂 みすず Gundō Misuzu?)
 Seiyū: Rina Hidaka, Jad Saxton (Inglés), Stephanie Filigrana (español latino)
Es amiga de la infancia de Tomo Aizawa y exnovia de Junichirou Kubota. Misuzu es una chica bastante retorcida a la que le encanta molestar a la gente y también engañarlos para que piensen que es una chica "linda". También se muestra muy posesiva con Tomo Aizawa  y se pone celosa cuando Tomo pasa demasiado tiempo con otras personas, particularmente con Junichirou Kubota y Carol Olston. Ella comenzó a salir con Junichirou en la secundaria, pero éste rompió con ella a los 3 días porque Misuzu no pudo seguirle el ritmo a él y sus aventuras salvajes, lo que los llevó a odiarse entre sí. Su madre es amiga de la infancia de la madre de Tomo. A ella le gusta molestar a Junichirou.
Carol Olston (キャロル ･ オルストン Kyaroru Orusuton?)
 Seiyū: Sally Amaki (Japonés e Inglés), Melissa Hernández (español latino)
Una chica de ascendencia británica que es amiga de Tomo. Carol es una cabeza hueca, al igual que su madre. Ajena a cómo funciona la sociedad moderna, asumía que la casa de todos era como la suya. Aparentemente, no le teme a nadie, incluidos los delincuentes y el padre intimidante de Tomo, a pesar de ser muy débil físicamente. Mantiene una rivalidad con Misuzu por su amistad con Tomo. También es amiga de la infancia de Kousuke Misaki, de quien está enamorada. Aunque es una cabeza hueca, se ha demostrado que Carol hace fórmulas matemáticas complicadas en su cabeza, siendo la mejor en su curso.
Kousuke Misaki (御崎 光助 Misaki Kōsuke?)
 Seiyū: Kōhei Amasaki, Ciaran Strange (Inglés), Ángel Rodríguez (español latino)
Es un estudiante de último curso de la escuela de Tomo. Ella y todos los demás en su grado y presumiblemente por debajo lo llaman "Misaki-senpai". Misaki es un chico muy tímido pero de voluntad fuerte. Por su apariencia extranjera (cabello rubio y ojos azules), Kousuke fue intimidado por Kuniki en tercer grado de la escuela. Es amigo de la infancia de Carol Olston, quien la trata como a una querida hermana menor, algo que le molesta a Carol. Finalmente los dos se confiesan y comienzan a salir.
Tatsumi Tanabe (田辺 達巳 Tanabe Tatsumi?)
 Seiyū: Yoshitsugu Matsuoka, Christopher Llewyn Ramirez (Inglés), Alejandro Orozco (español latino)
Es un compañero de clase y amigo de Jun. Se enamora de Misuzu desde que ella le lanzó una mirada de muerte después de decirle que se mantuviera alejado de Tomo.
Akiko Tanabe (田辺 秋子 Tanabe Akiko?)
La hermana menor de Tatsumi. Está locamente enamorada de Jun'ichirō y considera a Tomo como su rival amoroso.
Kuniki (国期 Kuni-ki?)
Una estudiante que en el pasado intimidaba a Kousuke por verse diferente. Años después se reencuentra con Kousuke y se sorprende de lo mucho que había cambiado, lo que lleva a enamorarse de él.
Mifune (三船 Mifune?)
 Seiyū: Yō Taichi, Marisa Duran (Inglés), Casandra Acevedo (español latino)
Compañera de clases de Tomo y mejor amiga de Ogawa. A ella le gusta Kousuke a igual que su amiga y se pusieron celosas al ver a Tomo con él. Tomo decidió ayudarlas a acercarse a Misaki después de que ella confirmó que no pasaba nada entre ella y Misaki.
Ogawa (小川 Ogawa?)
 Seiyū: Atsumi Tanezaki, Natalie Hoover (Inglés)
La mejor amiga de Mifune. A igual que su amiga, se siente atraída hacia Kousuke.
Gorou Aizawa (相沢 五郎 Aizawa Gorō?)
 Seiyū: Kenji Nomura, Cris George (Inglés), Héctor Estrada (español latino)
Es el padre de Tomo y el esposo de Akemi. Es maestro de karate. Él es la razón por la que Tomo no puede mostrar su lado femenino. Gorou parece tener problemas leves de manejo de la ira, como se muestra cuando se enoja con Tomo ante la posibilidad de que pierda la pelea con Jun, su amigo de la infancia. Tras ser derrotado por Jun en una pelea de karate, Gorou aprueba su relación con Tomo. Durante su juventud, Gorou fue el delincuente de su escuela y el único que podía reinar sobre él era Akemi. Misaki solía bromear con él sobre su afecto hacia Akemi.
Akemi Aizawa (相沢 あけみ Aizawa Akemi?)
 Seiyū: Kumiko Watanabe, Luci Christian (Inglés), Gwendolyne Flores (español latino)
Es la esposa de Gorou Aizawa y madre de Tomo Aizawa. Es amiga de la infancia de la madre de Misuzu. En su juventud, fue miembro de una pandilla de chicas y tenía una relación con Gorou desde la secundaria. No le gusta que la llamen "señora".
Misaki Gundō (群堂みさき Gundō Misaki?)
 Seiyū: Ayako Kawasumi, Colleen Clinkenbeard (Inglés), Marina Reséndiz (español latino)
Es la madre de Misuzu y amiga de la infancia de la madre de Tomo, Akemi. A igual que su hija, Misaki es fría y distante. Ella parece disfrutar molestando a su marido (de la misma forma que lo hace Misuzu con Junichirou). Como es evidente por su reacción a Carol Olston, Misaki parece tener problemas con las personas que invaden su espacio personal.
Ferris Olston (フェリス・オルストン Ferisu Orusuton?)
 Seiyū: Sayaka Ohara, Morgan Lauré (Inglés), Liliana Barba (español latino)
Es la esposa de Eddie Olston y la madre de Carol Olston. Ferris es tan cabeza hueca como su hija Carol Olston que incluso se perdió en la puerta principal de su casa tratando de regresar a la casa. Ferris trabajaba en el café de su madre en Gran Bretaña como camarera, donde conoció a Eddie Olston cuando solo tenía trece años y en esa edad quedó embarazada de Carol. Adora mucho a su hija.
Eddie Olston (エディ・オルストン Edi Orusuton?)
El esposo de Ferris y el padre de Carol. Pertenece a una familia de empresarios. Hace dieciséis años, Eddie le explica a su entonces novia Ferris que se irá a Japón dentro de dos años para estudiar y le pide que lo acompañara como su esposa porque no podría regresar. Ferris se negó porque solo tiene trece años y dentro de dos años cumplirá quince y aún no podrá casarse, por lo que Eddie decide retrasar sus estudios en el extranjero diciendo que esperará hasta que Ferris sea una adulta. Luego le propone matrimonio a Ferris, a lo que ella acepta y revela que está esperando un bebé. Actualmente su paradero es desconocido.
Sr. Gundō (群堂さん Gundō-san?)
El esposo de Misaki y el padre de Misuzu. Su nombre completo se desconoce. Es un hombre exasperantemente cariñoso y jovial que es exactamente lo contrario tanto de su esposa como de su hija. Se muestra que el Sr. Gundou es muy fácil de manipular, como es evidente cuando Misaki Gundou hizo que "lanzara la cabeza" como un perro para ver un video de Misuzu Gundou actuando en un festival cultural.

## Contenido de la obra

### Manga
La serie de cuatro paneles está escrita e ilustrada por Fumita Yanagida, y comenzó la serialización en la cuenta de Twitter Twi4 y en el sitio web de Saizensen el 7 de abril de 2015. La serie finalizó el 14 de julio de 2019. Kodansha publicó sus capítulos individuales en ocho volúmenes tankōbon.
En febrero de 2018, Seven Seas Entertainment anunció que obtuvo la licencia de la serie para su publicación en inglés.

#### Lista de volúmenes
| Volúmenes de manga publicados | Volúmenes de manga publicados | Volúmenes de manga publicados |
| Número                        | Fecha de lanzamiento          | ISBN                          |
| ----------------------------- | ----------------------------- | ----------------------------- |
| 1                             | 9 de octubre de 2015          | ISBN 978-4-06-369537-3        |
| 2                             | 4 de febrero de 2016          | ISBN 978-4-06-369544-1        |
| 3                             | 9 de julio de 2016            | ISBN 978-4-06-369552-6        |
| 4                             | 26 de enero de 2017           | ISBN 978-4-06-369562-5        |
| 5                             | 10 de agosto de 2017          | ISBN 978-4-06-369579-3        |
| 6                             | 10 de febrero de 2018         | ISBN 978-4-06-511152-9        |
| 7                             | 12 de septiembre de 2018      | ISBN 978-4-06-513113-8        |
| 8                             | 12 de septiembre de 2019      | ISBN 978-4-06-516696-3        |

### Anime
Se anunció una adaptación de la serie al anime en la Anime Expo en julio de 2022. Está producida por Lay-duce y dirigida por Hitoshi Nanba, con la dirección asistente de Noriko Hashimoto, guiones escritos por Megumi Shimizu, diseños de personajes de Shiori Hiraiwa y música compuesta por Masaru Yokoyama. La serie se estrenó el 5 de enero de 2023 en Tokyo MX y otros canales. El tema de apertura es «Kurae! Telepathy» (くらえ！テレパシー Kurae! Terepashī?), interpretado por Maharajan, mientras que el tema de cierre es «yurukuru＊love», interpretado por Rie Takahashi, Rina Hidaka y Sally Amaki. La serie tendrá 13 episodios. Crunchyroll obtuvo la licencia de la serie y la transmitirá junto con un doblaje en inglés.
El 5 de septiembre de 2023, Crunchyroll anunció que la serie había recibido un doblaje en español latino, la cual se estrenó el 7 de septiembre.

## Recepción
Como parte de la guía de manga de otoño de 2018 de Anime News Network, Rebecca Silverman, Amy McNulty, Faye Hopper y Teresa Navarro revisaron el primer volumen para el sitio web. Silverman, McNulty y Navarro elogiaron los personajes y el arte, mientras que Hopper fue más crítica con la trama.
En 2016, la serie ganó el premio Next Manga Award en la categoría de web manga.